# Caridina feixiana
Caridina feixiana е вид десетоного от семейство Atyidae. Видът е уязвим и сериозно застрашен от изчезване.

## Разпространение
Разпространен е в Китай (Юннан).